# Biên Thọ Miên

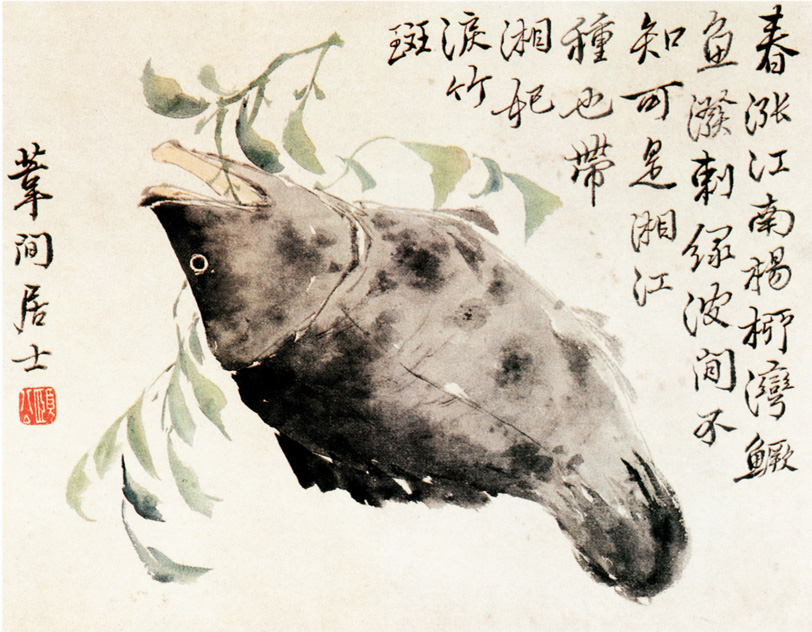
Cá quế (杂画图), Biên Thọ Miên, Cửa hàng phong cách nghệ thuật cổ Vô Tích

Biên Thọ Miên (tiếng Trung: 边寿民; 19 tháng 11 năm 1684— tháng 1 năm 1752), tên khai sinh Biên Duy Kì (维祺), tên tự như Di Công (颐公) hoặc Tiềm Tăng (漸僧), biệt hiệu Vy Giàn lão nhân (苇间老人, hoặc "ông già ở giữa Tháp Mười"), là một họa sĩ được lừng danh, nổi tiếng ở Trung Quốc vào thời kỳ nhà Thanh. Một bản địa Sơn Dương (nay là Hoài An), ông là một trong "Tám Người Lập Dị của Dương Châu" và nổi tiếng với bức tranh vẽ về ngỗng hoang dã, có tên là Biên Nhạn (边雁, hoặc "Ngỗng Biên")